# Rebeur-Paschwitz-Preis
Der Rebeur-Paschwitz-Preis (vollständig: Ernst-von-Rebeur-Paschwitz-Medaille) ist eine Auszeichnung, die von der Deutschen Geophysikalischen Gesellschaft e. V. (DGG) verliehen wird. Mit dem Preis werden herausragende wissenschaftliche Leistungen auf dem Gebiet der Geophysik gewürdigt.
Der Preis ist nach Ernst von Rebeur-Paschwitz (1861–1895) benannt, der durch seine Arbeit mit dem Horizontalpendel bekannt wurde. 1889 zeichnete von Rebeur-Paschwitz als Erster die Bodenbewegung eines teleseismischen Erdbebens auf und leistete damit Pionierarbeit auf dem Gebiet der Seismologie.
Der Rebeur-Paschwitz-Preis soll etwa alle zwei bis drei Jahre auf der Jahrestagung der DGG verliehen werden. Er wurde 2004 zum ersten Mal vergeben.

## Preisträger
- 2004 – Walter Zürn, Schiltach/Karlsruhe
- 2007 – Karl Hinz, Hannover
- 2008 – Winfried Hanka, Potsdam
- 2015 – Rongjiang Wang, Potsdam
- 2017 – Lev Vinnik, Moskau
- 2020 – Christine Thomas, Münster
- 2021 – Thomas Günther, Hannover und Carsten Rücker, Berlin
- 2025 – Vera Schlindwein, Bremerhaven[1]